# Feldberger Seenlandschaft
Feldberger Seenlandschaft è un comune del Meclemburgo-Pomerania Anteriore, in Germania.
Appartiene al circondario della Seenplatte del Meclemburgo.

## Storia
Il comune venne creato il 13 giugno 1999 dalla fusione della città di Feldberg con i comuni di Conow, Dolgen, Lichtenberg e Lüttenhagen. Il nome del nuovo comune significa "regione dei laghi di Feldberg".